# Frontera entre Mèxic i Hondures
La frontera entre Mèxic i Hondures és totalment marítima i es troba al Mar Carib. El 18 d'abril de 2005 es va formalitzar un tractat amb una línia de demarcació que uneix el trifini Mèxic-Belize-Hondures al trifini Mèxic-Hondures-Cuba a partir de sis punts:
- HM 1 : 17°47'06,175 N 86°09'18,380 O
- HM 2 : 17°57'23,163 N 85°54'31,411 O
- HM 3 : 18°11'34,596 N 85°31'07,461 O
- HM 4 : 19°08'29,893 N 85°07'12,812 O
- HM 5 : 19°26'55,507 N 84°45'02,434 O
- XIX : 19°32'25,800 N 84°38'30,660 O